# Ankara-Krokus
Der Ankara-Krokus (Crocus ancyrensis), auch Kleinasiatischer Krokus genannt, ist eine Pflanzenart aus der Gattung der Krokusse (Crocus).

## Merkmale
Der Ankara-Krokus ist ein ausdauernder Knollen-Geophyt, der Wuchshöhen von 4 bis 10 Zentimeter erreicht. Die Knollenhülle ist grob netzfaserig. Die Perigonzipfel sind einfarbig gelborange und stumpf bis abgerundet. Sie messen 13 bis 30 × 7 bis 13 Millimeter. Die Staubfäden sind am Grund gelb bärtig.
Die Blütezeit liegt im Februar, selten reicht sie bis April.

## Vorkommen
Der Ankara-Krokus kommt in der Nord- und Zentral-Türkei vor. Die Art wächst auf felsigen Bergsteppen, in Eichengebüsch sowie in offenen Pinus- und Abies-Wäldern in Höhenlagen von 1000 bis 1600 Meter.

## Nutzung
Der Ankara-Krokus wird zerstreut als Zierpflanze für Steingärten und Rabatten genutzt. Die Art ist seit spätestens 1879 in Kultur. Die Sorte 'Golden Bunch' ist mehrblütig.

## Belege
- Eckehart J. Jäger, Friedrich Ebel, Peter Hanelt, Gerd K. Müller (Hrsg.): Rothmaler Exkursionsflora von Deutschland. Band 5: Krautige Zier- und Nutzpflanzen. Spektrum Akademischer Verlag, Berlin Heidelberg 2008, ISBN 978-3-8274-0918-8.